# Yaguate
Yaguate o San Gregorio de Yaguate è un comune della Repubblica Dominicana di 39.594 abitanti, situato nella Provincia di San Cristóbal.